# Bernadette Graf
Bernadette Graf (Innsbruck, 25 de junio de 1992) es una deportista austríaca que compite en judo.
En los Juegos Europeos consiguió dos medallas, bronce en Bakú 2015 (–70 kg) y bronce en Minsk 2019 (equipo mixto). Ganó cuatro medallas en el Campeonato Europeo de Judo entre los años 2013 y 2021.
Participó en dos Juegos Olímpicos de Verano, ocupando el quinto lugar en Río de Janeiro 2016 (–70 kg) y el noveno en Tokio 2020 (–78 kg).

## Palmarés internacional
| Juegos Europeos    | Juegos Europeos       | Juegos Europeos   | Juegos Europeos |
| Año                | Lugar                 | Medalla           | Categoría       |
| ------------------ | --------------------- | ----------------- | --------------- |
| 2015               | Bakú (Azerbaiyán)     | Medalla de bronce | –70 kg          |
| 2019               | Minsk (Bielorrusia)   | Medalla de bronce | Equipo mixto    |
| Campeonato Europeo |                       |                   |                 |
| Año                | Lugar                 | Medalla           | Categoría       |
| 2013               | Budapest (Hungría)    | Medalla de bronce | –70 kg          |
| 2014               | Montpellier (Francia) | Medalla de bronce | –70 kg          |
| 2015               | Bakú (Azerbaiyán)     | Medalla de bronce | –70 kg          |
| 2021               | Lisboa (Portugal)     | Medalla de bronce | –78 kg          |